# Hallens församling
Hallens församling var en församling i Härnösands stift och i Åre kommun i Jämtlands län. Församlingen uppgick 2006 i Västra Storsjöbygdens församling.
Församlingskyrka var Hallens kyrka.

## Administrativ historik
Församlingen har medeltida ursprung.
Den 1 januari 1977 överfördes till Hallens församling från Norderö församling ett område med 2 invånare och omfattande en areal av 0,1 kvadratkilometer (varav 0,0 kvadratkilometer land).
Församlingen uppgick 2006 i Västra Storsjöbygdens församling.

### Pastorat
- Medeltiden till omkring 1350: Moderförsamling i pastoratet Hallen och Marby.
- 1350-talet till 1 maj 1889: Annexförsamling i pastoratet Sunne, Norderö, Frösö, Hallen och Marby.
- 1 maj 1889 till 2006: Moderförsamling i pastoratet Hallen och Marby.[3]